# DJ Sneak
DJ Sneak, pseudonimo di Carlos Sosa (Porto Rico, 1969), è un disc jockey e produttore discografico portoricano di musica house.

## Biografia
Dj Sneak nasce nell'isola di Porto Rico nel 1969. Nel 1983 si trasferisce a Chicago ed entra in contatto col fenomeno della Chicago house ispirandosi ad artisti come Ralphi Rosario e Steve "Silk" Hurley.
Inizia a lavorare nei negozi di dischi come artista aerografo, data la sua passione per i graffiti, e piano piano inizia a registrare le sue prime uscite.
Nel corso del tempo Dj Sneak affina la sua tecnica da dj e inizia a suonare nelle discoteche locali. Nel corso degli anni ottiene sempre più successo, grazie anche alle sue etichette discografiche, al punto di produrre hit come "All Over My Face" nel 1995 e "You can't hide from your bud" del 1996.
Dal 1996 a oggi ha perfezionato la tecnica di remixer, avendo la possibilità di collaborare con i migliori talenti al mondo.
Da allora è uno dei punti di riferimento del movimento house underground e si è guadagnato il totale rispetto dei principali addetti ai lavori.
Dal 2001 porta avanti il suo progetto Magnetic Recordings, con cui pubblica i propri lavori.
È una delle colonne portanti delle notti di Ibiza, partecipa ai migliori eventi di musica elettronica e collabora con le Major del genere, come Cream e Ministry Of Sound.
Durante il suo dj set il suo tocco è inconfondibile per ritmo, percussioni e suoni sempre all'avanguardia.

## Discografia

### Album
- Kinky Trax Collection (1996)
- Blue Funk Files (1997)
- Buggin' Da Beats (1997)
- Sneak's Ju Ju Beats (2001)
- Housekeepin (2004)
- House of Om, Vol. 2 (2005)
- Thefunkrockdiscopartything (2006)
- Special House Blend (2008)
- The House Of House (2009)